# Rita Horst
Rita Horst (Amsterdam, 12 mei 1957) is een Nederlands film- en televisieregisseuse van dramaseries en -films.

## Loopbaan
Rita Horst is onder andere bekend van de meermalig bekroonde jeugdserie De Daltons uit 1999 waarin de kijker het leven vanuit de ogen van de zesjarige Tim bekijkt. De serie werd onder andere genomineerd voor een Emmy Award. Eind 2007 werd een vervolgserie uitgezonden: De Daltons, de jongensjaren waarin iedereen zeven jaar ouder is en de jongens in de puberteit zitten. De rollen worden gespeeld door precies dezelfde acteurs als in de vorige serie.
Ze heeft enkele afleveringen van de jeugdserie Madelief en het Sinterklaasjournaal geregisseerd.
In 2005 verzorgde ze het filmsegment Storm voor de film Allerzielen, die werd gemaakt naar aanleiding van de dood van Theo van Gogh een jaar eerder.
In 2006 regisseerde ze de televisieserie Evelien, waarvan later dat jaar een tweede seizoen is gemaakt.
Op 6 november 2007 werd bekendgemaakt dat ze het boek IEP! van Joke van Leeuwen zou gaan verfilmen. Na een conflict met de producer over de finale edit werd Iep! uitgebracht zonder een regisseur op de titelrol.

## Werk
- 1990 - Romeo
- 1999 - De Daltons
- 2001 - Knofje (kleuterserie)
- 2005 - Allerzielen
- 2006 - Evelien
- 2007 - De Daltons, de jongensjaren
- 2010 - Iep!
- 2012 - Moeder, ik wil bij de Revue
- 2015 - Goedenavond Dames en Heren
- 2015 - De Fractie
- 2017 - B.A.B.S.
- 2022 - Tweede Hans